# Јеврејска филозофија
Јеврејска филозофија се односи на специфичан спој филозофије и теологије у јеврејском свијету. По многима јеврејска филозофија почиње са Филоном од Александрије (око 20 п. н. е - 40). Филон је користио стоичке технике за стварање алегорија које би трансформисале библијске личности и мјеста у универзалне симболе и вриједности. Иако задржава одређену тачку гледишта по којој је Бог трансценденталан, Филон идентификује платонски свијет идеја са умом или глаголом Божијим, сматрајући Бога неком врстом креативног посредника у односу на свијет. Ова доктрина логоса је била од значајног утицаја на хришћанску теологију али је у исто вријеме врло мало утицала на јеврејску мисао. Рабински јудаизам се стриктно ограђивао и чак био агресивно расположен према било каквом виду израза грчке филозофије, укључујући и текстове Филона.
Традиција јеврејске филозофске теологије која користи Филонове текстове потиче тек из 9. вијека, и тек послије њиховог прихватања у исламском свијету. Садиха Гаон (Saadiha Gaon) (882—942) је уобличио своје филозофско дјело преко теолошких трактата муслиманских теолога који су бранили „слободу разума“, односно „либерум арбитријум“ на латинском.